# Iljušin Il-103
Iljušin Il-103 je ruský čtyřmístný jednomotorový malý cestovní letoun s pevným příďovým podvozkem. Let prvního prototypu (imatrikulace RA-10300) uskutečnil pilot Igor Gudkov 17. května 1994. Za pohon byl vybrán pístový horizontálně uspořádaný šestiválcový vzduchem chlazený motor Teledyne Continental IO-360-ES o výkonu 170 kW s dvoulistou stavitelnou vrtulí Hartzell. První sériový kus vzlétl roku 1997. Stroj slouží nejen pro přepravu osob, ale i jako sportovní letoun.

## Specifikace
Údaje dle

### Technické údaje
- Posádka: 1
- Kapacita: 4 cestující
- Rozpětí: 10,56 m
- Délka: 8,0 m
- Výška: 3,14 m
- Nosná plocha: 14,71 m²
- Hmotnost prázdného stroje: 765 kg
- Maximální vzletová hmotnost: 1310 kg
- Pohonná jednotka: 1 ×  vzduchem chlazený šestiválcový plochý motor Teledyne Continental IO-360-ES o výkonu 170 kW

### Výkony
- Maximální rychlost: 250 km/h
- Cestovní rychlost: 225 km/h
- Pádová rychlost s klapkami: 95 km/h
- Stoupavost: 5,5 m/s
- Dolet: 1070 km
- Bezpečnostní násobky G: +4,4; -2,2